# Бриони
Бриони (на хърватски: Brijuni, Бриюни; на италиански: Brioni, Бриони) е островна група от 14 хърватски малки острови в северната част на Адриатическо море, до западното крайбрежие на Истрия. Те са обявени за национален парк на Хърватия на 27 октомври 1983 г. С името Бриони понякога се означава и само най-големият брионски остров.

## Общи сведения
Общата площ на 14-те острова и прилежащите към тях рифове е 36,3 км². Бреговата линия е с дължина 37,8 км и е силно изрязана. Бриони се намират на 6 км от местния административен център, пристанищния град Пула на полуостров Истрия. От континенталната част те са отделени чрез пролива Фажана.
Сред групата острови най-значим е Голям Бриони (Вели Бриюн) с 5,7 км², следван от Малък Бриони (Мали Бриюн) с 1,1 км², докато останалите са островчета са с минимален размер. С името Бриони често се означава и само големият брионски остров Голям Бриони.
В административно отношение островите попадат в границите на Истрийска жупания.

## Природа
Бриони за разлика от останалите адриатически острови са равнинни и покрити с гори. Умереният климат, високата относителна влажност и плодородните почви са осигурили тук добри условия за богата и разнообразна субтропическа растителност. В изобилие растат лаврови дървета, средиземноморски дъбове, ели, маслинови дървета, розмарин. Широко разпространени са също кедъра, евкалипта, миртата, пинията, олеандъра и много други средиземноморски видове. Неслучайно вечнозелените гори на Бриони се смятат за едни от най-красивите в Хърватия.
Бриони са обявени за национален парк, тъй като са местообитание на различни видове редки животни и растения. В морето около островите има морски таралежи, което е знак за чистотата на водата.
В границите на националния парк има и зоологическа градина с екзотични видове животни.

## История
Бриони са населени от древни времена. Първите следи от заселници датират от около 3000 г. пр.н.е. Тук живеят последователно илири, келти, римляни, остготи, ромеи, венецианци.
Открити са останки от римски дворец от I—II в., римски затвор, храм посветен на Венера, базиликата Св. Мария от V—VI в., църквата Св. Герман от XV в.
До XIX век островите се използват главно като каменоломни. Така напр. след като те стават притежание на Австрия от 1815 г. добиваните тук камъни са транспортирани за строителни цели до Виена и Берлин. На самите острови също са издигнати укрепления – две големи на остров Малък Бриони за защита на военноморския флот, който австрийците разполагат в Пула, и пет по-малки укрепления на остров Голям Бриони.
През 1893 г. австро-унгарският флот е преместен от Пула и островите Бриони са купени за 100 000 марки от австрийския магнат Паул Купелвизер. Той се заема да превърне групата острови в луксозен летен курот и санаториум. Започва мащабно строителство на басейни, конюшни, спортни площадки, зони за разходки. Но избухва епидемия от малария, от която заболява и самият Купелвизер. Той кани на острова известния лекар Робърт Кох, който по същото време провежда системни изследвания на различни начини на лечение на това заболяване и Кох прекарва две години на острова – от 1900 до 1902 г. Купелвизер се съобразява с препоръките на доктор Кох и нарежда пресушаването на всички блата на Бриони, където се развъждат маларийните комари, а за лечението на заболелите пациенти осигурява хинин. По такъв начин епидемията е овладяна и Купелвизер поставя в чест на доктор Кох паметник, който стои близо до църквата Св. Герман.
Курортът на Паул Купелвизер става наистина популярно място за отдих за европейския елит и е посещаван от много аристократи. Но избухването на Първата световна война осуетява по-нататъшните планове на Купелвизер за развитието му. Бриони се превръща във военна база и на него са дислоцирани около 2600 войници.
След приключването на войната цяла Истрия, включително и Бриони, попадат под контрола на Италия, въпреки това обаче островната група остава собственост на семейство Купелвизер. Синът на Паул Купелвизер, Карл Купелвизер, прави опит да запази курорта, но по време на Голямата депресия в 30-те години на XX век фалира и се самоубива. През 1936 г. островите Бриони преминават под юрисдикцията на Министерството на финансите на Италия. За кратко започва нов разцвет, тъй като дотук са организирани ежедневни рейсове на хидроплан. Но след започването на Втората световна война Бриони отново е превърнат във военноморска база и на няколко пъти през войната е бомбардиран.
От 1945 г. Бриони влиза в състава на Югославия и от юни 1947 до август 1979 г. е използван като резиденция на Тито.
През 1978 г. в северната част на острова Голям Бриони (Вели Бриюн) е създаден сафари парк на площ от 9 ха с екзотични животни, повечето от които са подарени на Тито от негови високопоставени гости при посещенията им в резиденцията. Така напр. през 1970 г. Индира Ганди дарява за парка двойка двегодишни слончета на име Сони и Ланка, които също остават на острова.
От началото на 90-те години на XX век вилите на островите Ганга, Галия и Мадона, част от архипелага, се използват като летни резиденции на хърватския президент и целогодишно се охраняват от специален гарнизон на Бриони. Но поради липса на държавни средства за поддръжка на инфраструктурата и заради забраната за ново строителство предвид статуса на национален парк, през 2000 г. курортите на архипелага са изоставени и западат.
Понастоящем има планове за модернизацията на курорта по отношение на канализационната мрежа, електроснабдяването, реновиране на съществуващите ресторанти и т.н. в рамките на проекта „Brijuni Rivijera“.

## Острови и островчета
- Голям Бриони – 5.72 км²,
- Малък Бриони – 1.07 км²,
- Козада (Котеж) – 0.08 км²,
- Галия – 0.06 км²,
- Върсар – 0.05 км²,
- Газ – 0.05 км²,
- Мадона (Пусти оточич) – 0.05 км²,
- Обляк (Округляк)– 0.04 км²,
- Грун – 0.04 км²,
- Ванга (Красница) – 0.02 км²,
- Свети Марко – 0.01 км²,
- Свети Йеролим – 0.01 км²,
- Шупин – 0.01 км²,
- Шупинич – 0.001 км².